# Бармиця (екіпірування)

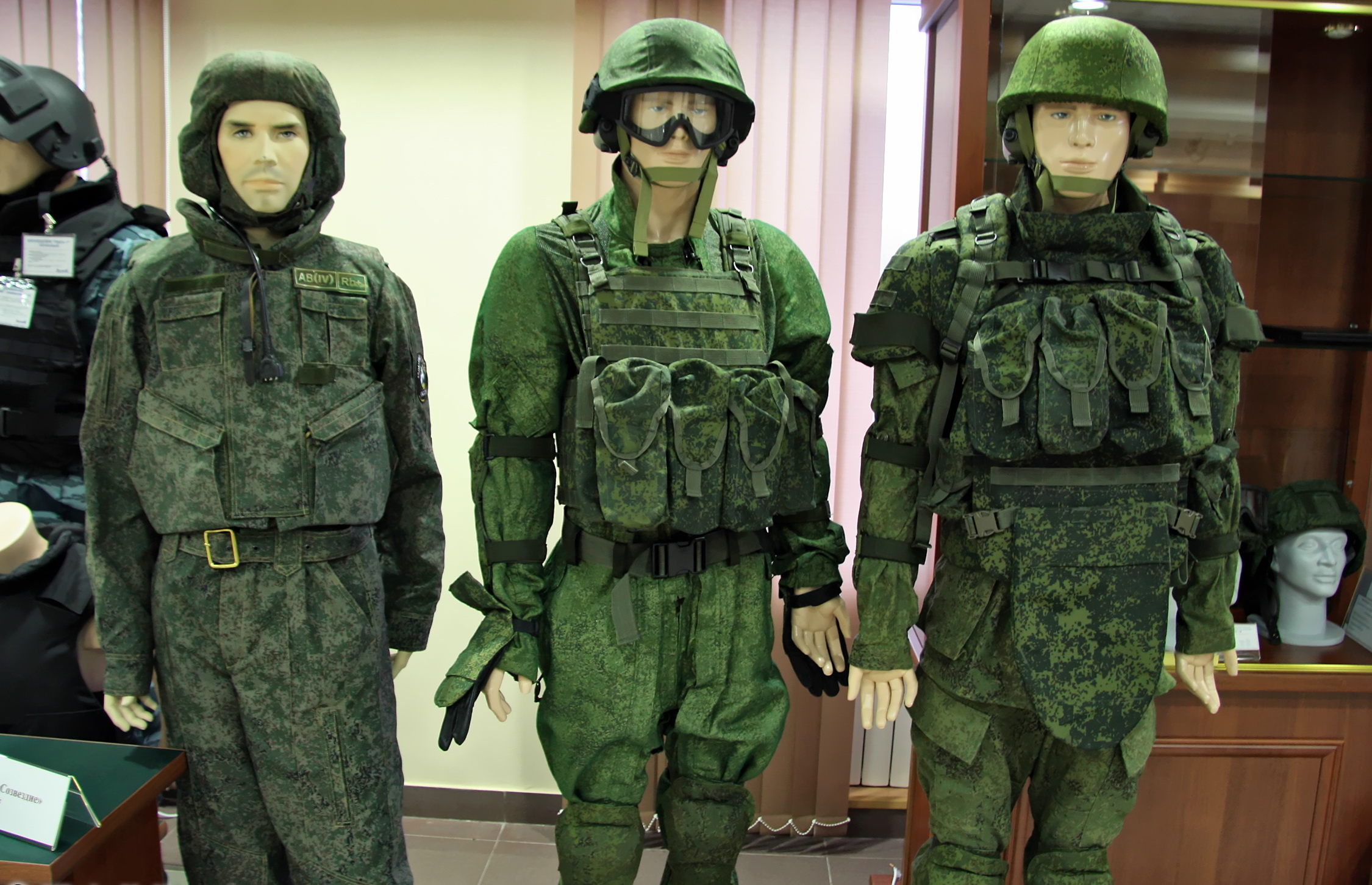
Зліва направо: захисний костюм 6Б15 для екіпажів бойових машин, бойовий комплект 6Б21 «Перм'ячка» і індивідуальна екіпіровка «Бармиця»

«Барми́ця» (рос. Бармица — за назвою старовинного обладунку бармиці) — базовий комплект російської бойової екіпіровки першого покоління, створений для мотострільцевих і десантних військ, а також — частин спецпризначення. Розроблений в період з 1999 по 2005 рік у рамках програми Генерального штабу Збройних сил Російської Федерації «Боец-ХХІ». Комплект складається з польової форми, засобів захисту, вогневого ураження, життєзабезпечення, розвідки, спостереження та ін.
Надмірна вага повного комплекту бойової екіпіровки «Бармиця» (понад 40 кг), послужив стимулом для створення досконалішої екіпіровки «Ратник».

## Загальний опис

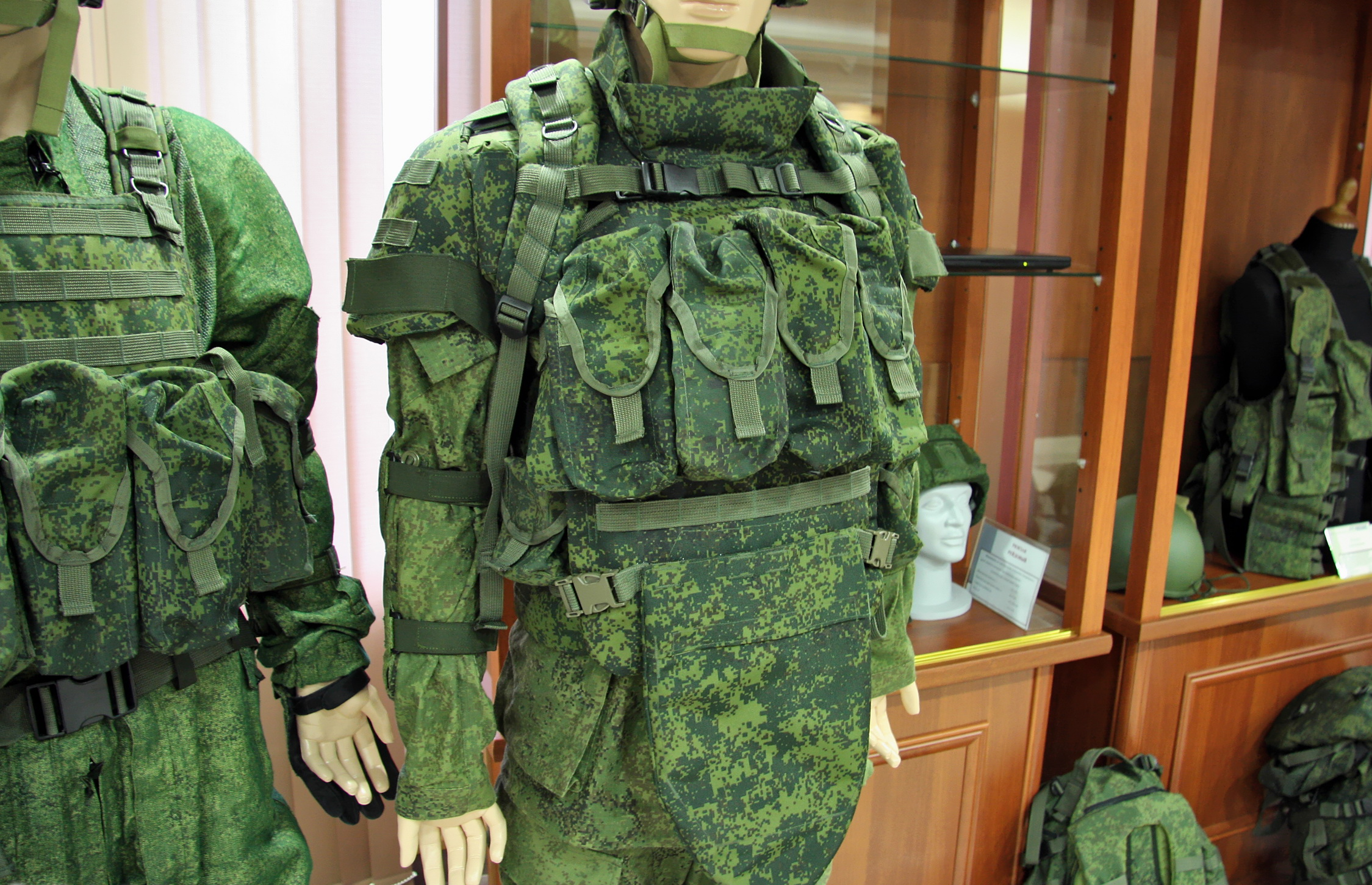
Один з варіантів бойової екіпіровки «Бармиця» (фронтальний вид, 2011 рік)

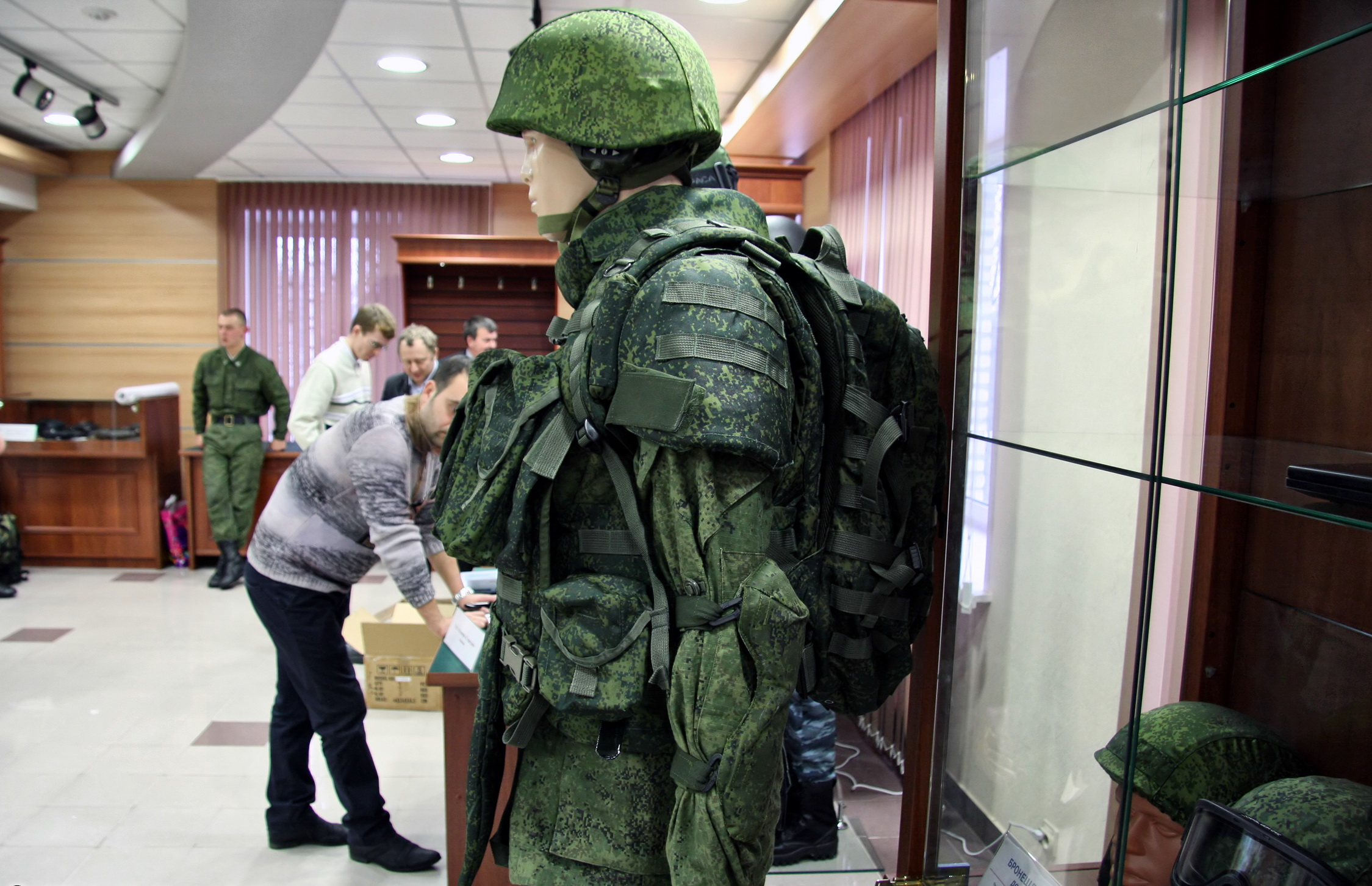
Один з варіантів бойової екіпіровки «Бармиця» (вигляд збоку, 2011 рік)

Екіпіровка «Бармиця» має загальну вагу 43-52 кг залежно від спеціальності солдата при масі ношеної частини 28-36 кг; вона включає понад 50 елементів, серед яких — індивідуальне озброєння (автомат АК або кулемет «Печеніг»), бронежилет, шолом, навігаційне оснащення, портативна радіостанція «Акведук», прилад нічного бачення, джерело тепла, фільтри для очищення води у польових умовах тощо.. Усі елементи, забезпечуючи максимальну уніфікацію і можливість поєднання одне з одним, об'єднуються у 11 функціональних груп:
- озброєння і боєприпаси: штатні, залежно від військової спеціальності військовослужбовця
- комплект бойового спорядження: бронежилет «Забрало», загальновійськовий захисний шолом «Борит-m», універсальний розвантажувальний жилет, рейдовий і десантний рюкзаки (об'ємом 40 і 15 літрів), спальний мішок, плащ-намет, речовий мішок та ін.
- засоби зв'язку: малогабаритна УКВ-радіостанция потужністю 0,1 Вт з дальністю зв'язку до 1,5 км
- інженерні засоби: індивідуальний фільтр для водоочистки продуктивністю до 0,1 л/хв, доладна лопата та ін.
- набір продовольства: індивідуальний раціон харчування у вигляді консервів і продуктових концентратів (2966-3575 ккал) з облаштуванням для підігрівання їжі, а також — раціон виживання для екстремальних ситуацій у вигляді брикетованих продуктів (1860 ккал)
- літній і зимовий польовий одяг: комплект зручної і багатофункціональної польової уніформи
- засоби індивідуального захисту від зброї масового ураження: комплект захисного фільтрувального одягу з вогнезахисним покриттям і протигаз
- засоби медичного забезпечення: індивідуальний перев'язувальний пакет і аптечка першої допомоги з набором лікарських препаратів
- парашутно-десантні засоби: основний і запасний парашути, при необхідності можуть доповнюватися вантажним контейнером
- спеціальні і групові елементи: маскувальний грим, комплект виживання «Ельф» у вигляді бойового ножа з набором предметів першої необхідності в руків'ї, спеціальне плавсредство «Варяг» у вигляді п'ятисекційного човна вантажопідйомністю до 500 кг і індивідуальне джерело тепла[2].

Окрім цього, в деяких джерелах за 2013 рік у складі комплекту «Бармиця-М1» згадувалися детектори лазерного і СВЧ-випромінювання, системи медичного біоконтролю тощо

## Додаткова література
- Власов А. и др. Боец XXI века: комплексная защита и подвижность //  [Архівовано 22 вересня 2016 у Wayback Machine.] Военно-промышленный курьер. — 2012, 18 мая. — Т. 435, № 18.
- Минобороны отказалось от французской экипировки //  Военно-промышленный курьер. — 2013, 11 июля.

## Ресурси Інтернету
- Как будет выглядеть российский солдат будущего? (русский) . Информационный портал army-news.ru. 5 квітня 2010. Архів оригіналу за 28 червня 2016. Процитовано 25 липня 2016.
- БЗК "Пермячка" и комплект индивидуальной экипировки военнослужащих "Бармица" (русский) . Информационный портал http://www.modernarmy.ru. 1 листопада 2014. Архів оригіналу за 15 квітня 2016. Процитовано 28 липня 2016. {{cite web}}: Зовнішнє посилання в |publisher= (довідка)
- Боевой комплект индивидуальной защиты бойца — "Бармица" (русский) . Информационный портал рустрана.рф. 10 листопада 2007. Процитовано 28 липня 2016.